# Polska Organizacja Artystów Plastyków „Kapitol”
Polska Organizacja Artystów Plastyków „Kapitol” – powołane w marcu 1936 roku ugrupowanie działające we Włoszech przy Polskim Stowarzyszeniu Kulturalnym im. Adama Mickiewicza. Nazwą nawiązywało do najważniejszego z siedmiu wzgórz Rzymu, związanego z tożsamością miasta i dawnego Imperium Rzymskiego.

## Członkowie
Władze
Źródło: 
- Prezes: Jan Dzieślewski
- Pozostali członkowie Zarządu i Komisja Rewizyjna: Stefan Bakałowicz, Jadwiga Bohdanowicz, Krystyna Dąbrowska, Józef Gosławski, Leonard Kociewski, Antoni Madeyski, Wiktor Mazurowski, Michał Paszyn, Leon Siemiradzki

## Działalność
Stowarzyszenie zorganizowało m.in. dwie wystawy w Rzymie – w 1936 i 1939 roku. Prezentowano na nich twórczość m.in. Krystyny Dąbrowskiej, Józefa Gosławskiego, Antoniego Madeyskiego i Michała Paszyna.
W korespondencji skierowanej do Instytutu Propagandy Sztuki stwierdzono:

KAPITOL jednoczy w sobie wszystkich art. Plast. Polaków na terenie całych Włoch.